# Haplostylus flagelliforma
Haplostylus flagelliforma är en kräftdjursart som beskrevs av Panampunnayil 1997. Haplostylus flagelliforma ingår i släktet Haplostylus och familjen Mysidae. Inga underarter finns listade i Catalogue of Life.